# Wigolen
Wigolen S.A. – przedsiębiorstwo w Częstochowie, w dzielnicy Gnaszyn. Producent gotowych artykułów tekstylnych, nici gumowych, sznurka i włókna gumowanego.

## Historia
W 1912 roku rozpoczęto budowę fabryki wyrobów jutowych pod nazwą "Towarzystwo Gnaszyńskiej Jutowej Manufaktury". Właścicielami byli Marcin Sawicki (dawny kierownik tkalni w częstochowskich zakładach "Warta") i Zygmunt Markiewicz (główny księgowy "Warty"). Fabryka produkowała worki jutowe i sienniki. Przed wybuchem I wojny światowej fabryka posiadała 120 krosien i odpowiedni komplet maszyn w przędzalni oraz w przygotowalni. Podczas wojny obiekty zakładu przeznaczono na kwatery dla żołnierzy niemieckich. W 1921 roku zawiązano „Spółkę Akcyjną Manufaktury Gnaszyńskiej”. Spółkę założyli Izydor Sigman, Roman i Zygmunt Markiewiczowie. W latach 30. XX w. rozszerzono asortyment produktów o serwety, obrusy, zasłony okienne i prześcieradła. Taki profil produkcji utrzymywał się do końca lat 60. XX w. 
W czasie II wojny światowej Gnaszyńską Manufakturę przejął niemiecki zarząd komisaryczny i w lutym 1940 roku uruchomiono produkcję. Fabryka nazywała się "Lewlen". Po wyczerpaniu się surowca, jakim była juta, hitlerowcy przestawili maszyny na produkcję papieru i wistry. W 1943 roku zakłady sprzedano firmie Rosenberger, Hensker i Linnartz z Reichenbach im Vogtland. 
Zakłady przystąpiły do pracy po przejściu frontu w 1945 roku. Przedsiębiorstwo nazywało się wówczas Zakłady Przemysłu Lekkiego Gnaszyn, a od 1946 roku Zakłady Przemysłu Lniarskiego nr 5 w Gnaszynie. Po rozbudowie i modernizacji przyjęto nazwę Zakłady Przemysłu Lniarskiego „Wigolen”. W czasach PRL przy rozbudowanej fabryce powstało kino "Włókniarz", Klub Zakładowy, stołówka, przedszkole, bloki zakładowe. "Wigolen" miał też własny dom wczasowy w Zakopanem i ośrodek kolonijny w Podzamku. Zakład był w 1962 roku fundatorem samochodu pożarniczo-gaśniczego marki Chevrolet dla OSP Liszka Dolna. W 1969 roku rozpoczęto produkcję wyrobów wigoniowych. W 1974 roku uruchomiono produkcję wyrobów z polipropylenu. W 1976 roku ufundował sztandar szkoły podstawowej im. Marii Dąbrowskiej w Gnaszynie. W 1991 roku zlikwidowano tkalnię lniarską, kończąc przetwórstwo surowców naturalnych. 15 listopada 1991 roku przekształcono przedsiębiorstwo państwowe w spółkę akcyjną pod nazwą Zakłady Przemysłu Lekkiego „Wigolen” S.A.

## Obecnie
Aktualnie Wigolen S.A. produkuje szeroki asortyment tkanin polipropylenowych oraz włókien, a także worki i sznurek PP (polipropylenowy). Oferta tkanin PP jest zróżnicowana: tkaniny podsadzkowe (dla górnictwa), siatkowe, opakunkowe oraz geotkaniny Wigeol stosowane w budownictwie inżynieryjnym i drogowym oraz agrotkaniny używane w sadownictwie i ogrodnictwie. Produkcja obejmuje włókniny termozgrzewane, usztywniane, pętelkowe, geowłókniny oraz włókninę spun-bonded Wigofil, które znajdują zastosowanie na rynku odzieżowym, kaletnictwie, meblarstwie, rolnictwie i budownictwie. Zakład otrzymał nagrodę na  Międzynarodowych Targach AGROEXPO w Wilnie w 1995 roku oraz nagrody na międzynarodowych targach budownictwa w Poznaniu i w Rzeszowie oraz na AGROTARGACH w Lublinie w 1998 roku.  
W latach 2006, 2008 i 2014 przedsiębiorstwo znalazło się w rankingu "Gazele Biznesu" - zawierającego najdynamiczniej rozwijające się małe i średnie firmy. Zajmowała kolejno miejsca: 1708, 3465, 3199.  
W 2013 roku przedsiębiorstwo zatrudniało 100 pracowników, a przychód wyniósł 27,5 mln złotych. Przy przedsiębiorstwie działa Niezależny Samorządny Związek Zawodowy. 
W 2003 roku hale produkcyjne z liniami do produkcji włóknin puszystych i filcowych zakupiła spółka meblarska Mila Sp. z o.o., która przeniosła produkcję z Bielska-Białej do Częstochowy. W 2005 roku przeniosła do Częstochowy również swoją siedzibę. 
31 grudnia 2008 roku około godziny 19 na terenie magazynów firmy Mila Sp. z o.o. wybuchł pożar spowodowany petardą podpaloną przez 15-latka. Straty oszacowano na 1 mln złotych. 
Na terenie zakładu działają inne przedsiębiorstwa, m.in. szwalnia Rigama założona w 1993 roku oraz Tkaniny Sp. z o.o. założona w 1999 roku. 